# Jugoslavia ai Giochi della XVII Olimpiade
La Jugoslavia partecipò ai Giochi della XVII Olimpiade che si sono svolti a Roma dal 25 agosto all'11 settembre 1960, con una delegazione di 116 atleti impegnati in quattordici discipline per un totale di 64 competizioni. Portabandiera alla cerimonia di apertura fu il cestista Radovan Radović, alla sua prima Olimpiade.
La squadra jugoslava vinse due medaglie: una d'oro e una d'argento. La medaglia d'oro fu ottenuta nel torneo di calcio, dove la Jugoslavia batté in finale la Danimarca dopo aver eliminato in semifinale l'Italia per sorteggio essendo la partita terminata in parità anche dopo i tempi supplementari (all'epoca non era ancora stata introdotta la conclusione con i tiri di rigore).

## Medagliere

### Per discipline
| Sport              | Oro | Argento | Bronzo | Totale |
| ------------------ | --- | ------- | ------ | ------ |
| Calcio             | 1   | 0       | 0      | 1      |
| Lotta greco-romana | 0   | 1       | 0      | 1      |
| Totale             | 1   | 1       | 0      | 2      |

### Medaglie
| Medaglia | Atleta            | Sport              | Evento          |
| -------- | ----------------- | ------------------ | --------------- |
| Oro      | Jugoslavia        | Calcio             | Torneo maschile |
| Argento  | Branko Martinović | Lotta greco-romana | Pesi leggeri    |

## Risultati

### Calcio
| Atleta | Classifica |                       |
| --- | --- | --------------------- |
| V · D · M Nazionale olimpica jugoslava · Calcio ai Giochi Olimpici Estivi 1960 P Šoškić · P Vidinić · D Durković · D Jusufi · D Žanetić · C Bego · C Kozlina · C Nikolić · C Perušić · C Roganović · C Sombolac · A Anković · A Galić · A Knez · A Kostić · A Maravić · A Matuš · A Takač · CT : Tirnanić | Oro |                       |
| Nazionale olimpica jugoslava · Calcio ai Giochi Olimpici Estivi 1960 | |                       |
| P Šoškić · P Vidinić · D Durković · D Jusufi · D Žanetić · C Bego · C Kozlina · C Nikolić · C Perušić · C Roganović · C Sombolac · A Anković · A Galić · A Knez · A Kostić · A Maravić · A Matuš · A Takač · CT: Tirnanić                                                                                 | P Šoškić · P Vidinić · D Durković · D Jusufi · D Žanetić · C Bego · C Kozlina · C Nikolić · C Perušić · C Roganović · C Sombolac · A Anković · A Galić · A Knez · A Kostić · A Maravić · A Matuš · A Takač · CT: Tirnanić | Jugoslavia (bandiera) |

### Pallacanestro
| Atleta | Classifica |
| --- | ---------- |
| V · D · M Nazionale jugoslava - Pallacanestro ai Giochi della XVII Olimpiade 3 M. Nikolić · 4 Kandus · 5 Korać · 6 Lokar · 7 Kristančić · 8 Gjergja · 9 Gordić · 10 Daneu · 11 Petričević · 12 Dragojlović · 13 Radović · 14 Đurić · All. Aza Nikolić | 6°         |
| Nazionale jugoslava - Pallacanestro ai Giochi della XVII Olimpiade |            |
| 3 M. Nikolić · 4 Kandus · 5 Korać · 6 Lokar · 7 Kristančić · 8 Gjergja · 9 Gordić · 10 Daneu · 11 Petričević · 12 Dragojlović · 13 Radović · 14 Đurić · All. Aza Nikolić                                                                              |            |

### Pallanuoto
| Atleta | Classifica |                       |
| --- | --- | --------------------- |
| V · D · M Nazionale maschile jugoslava di pallanuoto · Giochi olimpici - Roma 1960 Muškatirović · Kačić · Šimenc · Ježić · Žužej · Nardelli · Sandić · Stanišić · Cipci · Čukvas · Radan · Šiljak · CT : - | 4° |                       |
| Nazionale maschile jugoslava di pallanuoto · Giochi olimpici - Roma 1960 | |                       |
| Muškatirović · Kačić · Šimenc · Ježić · Žužej · Nardelli · Sandić · Stanišić · Cipci · Čukvas · Radan · Šiljak · CT: -                                                                                     | Muškatirović · Kačić · Šimenc · Ježić · Žužej · Nardelli · Sandić · Stanišić · Cipci · Čukvas · Radan · Šiljak · CT: - | Jugoslavia (bandiera) |